# Copa Libertadores da América de Futebol Feminino de 2010
A Copa Libertadores de Futebol Feminino de 2010 foi a segunda edição da competição organizada pela Confederação Sul-Americana de Futebol (CONMEBOL). Aconteceu entre 2 e 17 de outubro novamente no estado de São Paulo, mas dessa vez em Barueri.
O campeão foi o Santos, que também venceu a edição anterior, após derrotar o Everton por 1 a 0 com o gol de Maurine aos 44 minutos do segundo tempo. O Santos chegou ao bicampeonato da competição, invicto, fato alcançado pelo Santos da época de Pelé na década de 60.

## Equipes participantes
Estas foram as equipes participantes:
| Associação | Equipe               | Classificado por                            |
| ---------- | -------------------- | ------------------------------------------- |
| Argentina  | Boca Juniors         | Campeã do Campeonato Argentino 2009         |
| Bolívia    | Deportivo Florida    | Campeã do Campeonato Boliviano de 2010      |
| Brasil     | Santos               | Campeã da Copa do Brasil de 2009            |
| Chile      | Everton              | Campeã do Campeonato Chileno de 2009        |
| Colômbia   | Formas Íntimas       | Vencedor da partida de classificação.       |
| Equador    | Deportivo Quito      | Campeã do Campeonato Equatoriano de 2010    |
| Paraguai   | Universidad Autónoma | Campeã do Campeonato Paraguaio de 2009      |
| Peru       | UPI                  | Campeã do Campeonato Peruano de 2010        |
| Uruguai    | River Plate          | Campeã do Campeonato Uruguaio de 2009       |
| Venezuela  | Caracas              | Campeã do Campeonato Venezuelano de 2009/10 |

## Sede
| Barueri                          |
| -------------------------------- |
| Arena Barueri Capacidade: 35.000 |
|                                  |

## Primeira fase
As partidas da primeira fase serão disputadas entre 2 de outubro e 12 de outubro. As duas melhores equipes de cada grupo avançaram para as semifinais.

### Grupo A
| Time            | Pts | J | V | E | D | GP | GC | SG  |
| --------------- | --- | - | - | - | - | -- | -- | --- |
| Santos          | 12  | 4 | 4 | 0 | 0 | 22 | 0  | +22 |
| Deportivo Quito | 7   | 4 | 2 | 1 | 1 | 3  | 8  | -5  |
| River Plate     | 4   | 4 | 1 | 1 | 2 | 4  | 15 | -11 |
| Caracas         | 3   | 4 | 1 | 0 | 3 | 5  | 7  | -2  |
| Formas Íntimas  | 3   | 4 | 1 | 0 | 3 | 4  | 8  | -4  |

Todas as partidas seguem o fuso horário local (UTC-3).
Primeira rodada
| 2 de outubro | Santos                            | 2 – 0     | Caracas | Arena Barueri, Barueri      |
| 10:00        | Grazi 13' · Cristiane 45+3' (pen) | Relatório |         | Árbitro: PAR Cynthia Franco |

| 2 de outubro | Deportivo Quito | 1 – 1     | River Plate | Arena Barueri, Barueri       |
| 12:15        | Vásquez 67'     | Relatório | Laborda 83' | Árbitro: ARG Salome Di Iorio |

Segunda rodada
| 5 de outubro | Formas Íntimas                      | 3 – 1     | Caracas     | Arena Barueri, Barueri      |
| 17:45        | Peralta 7' · Montoya 37' · Usme 83' | Relatório | Ascanio 13' | Árbitro: PER Melany Bermejo |

| 5 de outubro | Santos                                                                                                   | 9 – 0     | River Plate | Arena Barueri, Barueri      |
| 20:00        | Cristiane 19' (pen) · Grazi 32', 39', 65' · Ester 38' · Thais 49', 90' (pen) · Joicinha 51' · Pikena 63' | Relatório |             | Árbitro: BOL Sirley Cornejo |

Terceira rodada
| 7 de outubro | River Plate     | 1 – 4 | Caracas                                 | Arena Barueri, Barueri      |
| 17:00        | Gares 50' (pen) |       | Ascanio 5', 25', 65' · Altuve 85' (pen) | Árbitro: CHI María Carvajal |

| 7 de outubro | Formas Íntimas | 0 – 1 | Deportivo Quito | Arena Barueri, Barueri       |
| 19:15        |                |       | Espinoza 60'    | Árbitro: ARG Salome Di Iorio |

Quarta rodada
| 9 de outubro | Santos                                          | 4 – 0 | Formas Íntimas | Arena Barueri, Barueri      |
| 12:00        | Cristiane 39' (pen), 64' · Grazi 42' (pen), 67' |       |                | Árbitro: PER Melany Bermejo |

| 9 de outubro | Deportivo Quito | 1 – 0 | Caracas | Arena Barueri, Barueri      |
| 14:15        | Espinoza ?'     |       |         | Árbitro: BOL Sirley Cornejo |

Quinta rodada
| 11 de outubro | Santos                                                                            | 7 – 0 | Deportivo Quito | Arena Barueri, Barueri      |
| 16:00         | Suzana 7' · Grazi 22', · Maurine ?' · Cristiane 44', 45+3', 53' · Grazi 80' (pen) |       |                 | Árbitro: CHI María Carvajal |

| 11 de outubro | Formas Íntimas | 1 – 2 | River Plate              | Arena Barueri, Barueri      |
| 18:15         | ? 90'          |       | Laborda ?' · Clara 90+3' | Árbitro: PAR Cynthia Franco |

### Grupo B
| Time                 | Pts | J | V | E | D | GP | GC | SG  |
| -------------------- | --- | - | - | - | - | -- | -- | --- |
| Everton              | 10  | 4 | 3 | 1 | 0 | 18 | 2  | +16 |
| Boca Juniors         | 8   | 4 | 2 | 2 | 0 | 19 | 5  | +14 |
| Universidad Autónoma | 7   | 4 | 2 | 1 | 1 | 16 | 5  | +9  |
| Deportivo Florida    | 3   | 4 | 1 | 0 | 3 | 4  | 17 | -13 |
| UPI                  | 0   | 4 | 0 | 0 | 4 | 2  | 30 | -28 |

Todas as partidas seguem o fuso horário local (UTC-3).
Primeira rodada
| 4 de outubro | Boca Juniors                            | 4 – 1     | Deportivo Florida | Arena Barueri, Barueri      |
| 17:00        | Bruzca 20' · Gómez 22' · Gatti 53', 73' | Relatório | Méndez 23'        | Árbitro: COL Yeimy Martínez |

| 4 de outubro | Everton                                                                    | 9 – 0     | UPI | Arena Barueri, Barueri         |
| 19:15        | Villamayor 4', 12', 23', 28', 54' · López 20' · Arias 57' · Vidal 63', 80' | Relatório |     | Árbitro: URU Claudia Umpiérrez |

Segunda rodada
| 6 de outubro | UPI        | 1 – 2     | Deportivo Florida         | Arena Barueri, Barueri   |
| 10:00        | Puerta 20' | Relatório | Pedraza 54' · Zenteno 62' | Árbitro: ECU Betty Tobar |

| 6 de outubro | Universidad Autónoma | 1 – 2     | Everton                   | Arena Barueri, Barueri     |
| 12:15        | Vázquez 52' (pen)    | Relatório | Villamayor 2' · Arias 63' | Árbitro: BRA Simone Xavier |

Terceira rodada
| 8 de outubro | Boca Juniors                                                                                                  | 12 – 1 | UPI        | Arena Barueri, Barueri       |
| 17:00        | Ojeda 4', 28', 33', 69' · Gatti 15', 43' · Huber 18', 23' · Gerez 36' · Gómez 55' · Barbita 64' · Santana 72' |        | Flores 61' | Árbitro: VEN Yercinia Correa |

| 8 de outubro | Universidad Autónoma                                             | 6 – 1 | Deportivo Florida | Arena Barueri, Barueri      |
| 19:15        | N. Cuevas 5', 55' · Zalazar 9' · Agüero 15' · I. Cuevas 28', 49' |       | Zenteno 74'       | Árbitro: COL Yeimy Martínez |

Quarta rodada
| 10 de outubro | Boca Juniors           | 2 – 2 | Universidad Autónoma      | Arena Barueri, Barueri     |
| 12:00         | Bruzca 62' · Ojeda 72' |       | Riveros 23' · Vázquez 88' | Árbitro: BRA Simone Xavier |

| 10 de outubro | Everton                                                               | 6 – 0 | Deportivo Florida | Arena Barueri, Barueri         |
| 14:15         | Villamayor 3' · Arias 22', 45+3' (pen), 87' · Pardo 64' · Salgado 79' |       |                   | Árbitro: URU Claudia Umpiérrez |

Quinta rodada
| 12 de outubro | Boca Juniors | 1 – 1 | Everton     | Arena Barueri, Barueri      |
| 17:00         | Gómez 76' ·  |       | Arias 65' · | Árbitro: COL Yeimy Martínez |

| 12 de outubro | Universidad Autónoma                                   | 7 – 0 | UPI | Arena Barueri, Barueri       |
| 19:15         | N. Cuevas 14', 22', 24', 58', 72', 77' · I. Cuevas 49' |       |     | Árbitro: VEN Yercinia Correa |

## Fase final
Todas as partidas seguem o fuso horário local (UTC-3).
|  | Semifinais              | Semifinais              |   |                         | Final                   | Final |  |
|  |                         |                         |   |                         |                         |       |  |
|  | 15 de outubro - Barueri |                         |   |                         |                         |       |  |
|  | Santos                  | 2                       |   |                         |                         |       |  |
|  | Boca Juniors            | 0                       |   |                         |                         |       |  |
|  |                         |                         |   |                         |                         |       |  |
|  |                         |                         |   |                         | 17 de outubro - Barueri |       |  |
|  |                         |                         |   |                         | Santos                  | 1     |  |
|  |                         | Everton                 | 0 |                         |                         |       |  |
|  |                         |                         |   |                         |                         |       |  |
|  |                         |                         |   |                         |                         |       |  |
|  |                         |                         |   |                         | Terceiro lugar          |       |  |
|  | 15 de outubro - Barueri | 15 de outubro - Barueri |   | 17 de outubro - Barueri | 17 de outubro - Barueri |       |  |
|  | Everton (pen)           | 0 (5)                   |   | Boca Juniors            | 2                       |       |  |
|  | Deportivo Quito         | 0 (4)                   |   |                         | Deportivo Quito         | 1     |  |

### Semifinais
| 15 de outubro | Santos                   | 2 – 0 | Boca Juniors | Arena Barueri, Barueri      |
| 16:00         | Maurine 74' · Suzana 78' |       |              | Árbitro: BOL Sirley Cornejo |

| 15 de outubro | Everton | 0 – 0 | Deportivo Quito | Arena Barueri, Barueri      |
| 19:00         |         |       |                 | Árbitro: PER Melany Bermejo |

|                                        |       | Penalidades                              |  |
| Galeano Arias Cisternas Salgado Endler | 5 – 4 | Freire Rodríguez Espinoza Moreira Ferrín |  |

### Disputa do 3º lugar
| 17 de outubro | Boca Juniors               | 2 – 1 | Deportivo Quito | Arena Barueri, Barueri         |
| 9:45          | Cortelo 39' · González 68' |       | Quinteros 82'   | Árbitro: URU Claudia Umpiérrez |

### Final
| 17 de outubro | Santos      | 1 – 0 | Everton | Arena Barueri, Barueri      |
| 12:00         | Maurine 89' |       |         | Árbitro: PAR Cynthia Franco |

## Premiação
| Copa Libertadores da América de Futebol Feminino de 2010 |
| Brasil                                                   |
| -------------------------------------------------------- |
| SANTOS Bicampeão (2º título)                             |

## Artilharia
| 8 gols (1) - PAR Noelia Cuevas (Universidad Autónoma) 7 gols (3) - BRA Cristiane (Santos) - BRA Grazi (Santos) - CHI Gloria Villamayor (Everton) 6 gols (1) - CHI Valeska Arias (Everton) 5 gols (1) - ARG Andrea Ojeda (Boca Juniors) 4 gols (1) - VEN Yusmery Ascanio (Caracas) 3 gols (6) - ARG Carmen Bruzca (Boca Juniors) - ARG Natalia Gatti (Boca Juniors) - ARG Roxana Gómez (Boca Juniors) - BRA Maurine (Santos) | 3 gols (continuação) - BRA Thais (Santos) - PAR Irma Cuevas (Universidad Autónoma) 2 gols (7) - ARG Clarisa Huber (Boca Juniors) - BOL Diana Zenteno (Deportivo Florida) - BRA Suzana (Santos) - CHI Ingrid Vidal (Everton) - ECU Mariana Espinoza (Deportivo Quito) - PAR Angélica Vázquez (Universidad Autónoma) - URU Alejandra Laborda (River Plate) 1 gol (25) - ARG Celeste Barbita (Boca Juniors) - ARG Marisa Gerez (Boca Juniors) - ARG Vanesa Santana (Boca Juniors) - ARG Cortelo (Boca Juniors) - ARG Eva González (Boca Juniors) - BOL Danny Pedraza (Deportivo Florida) - BOL Laura Méndez (Deportivo Florida) - BRA Ester (Santos) | 1 gol (continuação) - BRA Joicinha (Santos) - BRA Pikena (Santos) - CHI Daniela Pardo (Everton) - CHI Janet Salgado (Everton) - CHI Yesenia López (Everton) - COL Andrea Peralta (Formas Íntimas) - COL Catalina Usme (Formas Íntimas) - COL Daniela Montoya (Formas Íntimas) - ECU Érika Vásquez (Deportivo Quito) - ECU Mónica Quinteros (Deportivo Quito) - PAR Francisca Agüero (Universidad Autónoma) - PAR Hilda Riveros (Universidad Autónoma) - PAR Paola Zalazar (Universidad Autónoma) - PER Connie Puerta (Iquitos) - PER Emily Flores (Iquitos) - URU Jennifer Clara (River Plate) - URU Cindy Gares (River Plate) - VEN Oriana Altuve (Caracas) |